# هاوثورن (نوادا)
هاوثورن، نوادا (به انگلیسی: Hawthorne, Nevada) یک سکونتگاه مسکونی در ایالات متحده آمریکا است که در نوادا واقع شده‌است.

## خصوصیات
هاوثورن ۳٫۸ کیلومترمربع مساحت و ۳٬۲۶۹ نفر جمعیت دارد و ۱٬۳۲۰ متر بالاتر از سطح دریا واقع شده‌است.